# Corrado di Landau
Corrado Wirtinger di Landau, detto il Conte Lando (in tedesco Konrad Wirtinger von Landau; ... – Ghemme, 22 aprile 1363), è stato un nobile, condottiero e mercenario tedesco del XIV secolo.

## Biografia
Nacque presumibilmente agli inizi del XIV secolo in Svevia, da Everardo dei Conti di Grüningen e Signori di Landau, e dalla di lui consorte la nobildonna Ermengarda di Pfirt. Quarto nel nome della sua famiglia, appartenne ad un ramo cadetto dalla dinastia reale dei Württemberg. Assieme al fratello maggiore Everardo, fu il primo della sua stirpe ad assumere il patronimico "di Landau".
Il Landau, detto "Conte Lando", fece parte di quel folto gruppo di mercenari germanici che nel 1338 servirono la Repubblica di Venezia contro gli Scaligeri di Verona, e l'anno seguente, nel 1339, passarono alla Compagnia di San Giorgio guidata da Lodrisio Visconti, con cui prese parte alla battaglia di Parabiago dove fu sconfitta dall'esercito di Milano. Diversi anni più tardi, nel 1346, fu nuovamente al servizio dei Veneziani, in guerra contro i Milanesi, da cui furono sconfitti; nel 1347, fu al servizio del marchese Tommaso II di Saluzzo, anche qui in guerra contro i viscontei e dai medesimi sconfitti.
Nel 1349 il Conte Lando giunse nel Regno di Napoli per unirsi all'esercito del re Luigi I d'Ungheria, i cui comandanti erano Stefano Lackfi, voivoda di Transilvania, Corrado di Wolfart e Guarnieri d'Urslingen. Questo esercito, formato da oltre 10 000 unità, attaccò Napoli e devastò i casali del territorio circostante, ed il medesimo Landau ne divenne ben presto uno dei capi. Nel gennaio 1350, poiché il Voivoda di Transilvania esaurì il denaro per pagare i venturieri al suo soldo, assieme al Wolfart e all'Urslingen formò una congiura per ucciderlo, e il medesimo si diede alla fuga per rifugiarsi a Manfredonia assieme ai suoi soldati ungari. Intervenne il papa, che mandò come suo ambasciatore il cardinale Annibaldo Caetani, il quale consegnò ai tre capitani una somma di 130 000 fiorini con cui li obbligò ad abbandonare Aversa, Capua e gli altri casali occupati. Il bottino accumulato da costoro – stimato a circa 500 000 fiorini – generato da furti, saccheggi e rapine dei territori attraversati, venne diviso tra i tre capitani. Abbandonati i territori angioini, il Landau si unì alla Grande Compagnia dell'Urslingen, che seguì in Romagna, dove fu dapprima al servizio dei Manfredi di Faenza e degli Ordelaffi di Forlì, e in seguito dei Pepoli e dello Stato della Chiesa. Nel 1351, dopo un periodo di miseria passato dopo lo scioglimento dell'esercito pontificio che non riuscì più a pagare, fu per tre mesi al servizio di Mastino II della Scala, e poi dei Visconti. Nello stesso anno si separò da Guarnieri d'Urslingen (che fece ritorno definitivo in Germania), e si unì alla banda di Fra Moriale in Puglia.
La banda del Moriale venne scacciata dal Regno di Napoli dalle truppe comandate da Malatesta Guastafamiglia, signore di Rimini, e nel 1352 passò al soldo di Giovanni di Vico, signore di Viterbo e d'Orvieto: raccolti 1 500 cavalli e 2 000 fanti agli ordini del Moriale, che rifondò la Grande Compagnia, furono attaccati e devastati i territori del Malatesta. Della medesima compagnia di ventura, il Landau fu nominato dal Moriale uno dei quattro segretari assieme al fratello minore Broccardo, ad Amerigo del Canaletto e ad un cavaliere di nome Fenzo. Ulteriori attacchi e devastazioni furono compiuti nel corso del 1353-1354 in Toscana, cessati col versamento di denari da parte delle repubbliche di Firenze, Pisa e Siena. La compagnia del Moriale si spostò in Lombardia, per unirsi alla lega organizzata dai Veneziani ed altri Stati italiani contro Giovanni Visconti, arcivescovo e signore di Milano.
Agli inizi del 1354, il condottiero provenzale affidò il comando della compagnia al Conte Lando, e assieme a 500 cavalli trovò ospizio a Perugia, per poi recarsi ad Orvieto e infine a Roma. Il Landau, assoldato dalla lega antiviscontea, con 5 200 cavalli al seguito si spostò in Emilia e Lombardia, dove la sua compagnia compì numerosi saccheggi, violenze e devastazioni varie ai danni delle locali popolazioni, in particolare a Guastalla e Cremona, e perciò, su pressione dell'imperatore Carlo IV di Lussemburgo le sue truppe furono licenziate. Il Landau venne successivamente assoldato da due nobili tedeschi per attaccare Ravenna, il cui signore Bernardino I da Polenta, nel 1350 fece rapire la loro sorella (in viaggio verso Roma per il Giubileo), e avendola stuprata costei si tolse la vita: la città romagnola ed il suo contado vennero assediati da 2 500 barbute ai comandi del Landau, il quale però dopo aver ricevuto 12 000 fiorini d'oro dal Polenta, si fermò ed abbandonò il territorio.
Divenuto capo della Grande Compagnia dopo la decapitazione a Roma di Fra Moriale, nel 1355 giunse nel Regno di Napoli, dove fu assoldato da Luigi di Durazzo, conte di Gravina, che capeggiò la rivolta dei baroni contro la regina Giovanna I di Napoli e il consorte Luigi di Taranto. Il Landau e i suoi mercenari, che non avevano ricevuto i 40 000 fiorini dall'imperatore Carlo IV, a giugno penetrarono nella Terra di Lavoro e arrivarono fino a Napoli, operando numerose devastazioni e saccheggi. Il re Luigi fu costretto a trattare con essi affinché si ritirassero, offrendo a costoro 125 000 fiorini, ma il Landau che non si accontentò della cifra offerta, tornò a Napoli a settembre, e con la sua banda compì ulteriori devastazioni in Puglia nel gennaio 1356, finché, accordatosi con il Sovrano abbandonò definitivamente il Regno e si spostò dapprima in Toscana, poi in Romagna, ed infine in Lombardia, dove a ottobre passò agli stipendi della Lega antiviscontea, formata dai signori di Ferrara, di Mantova e di Bologna. Al Conte Lando venne affidato il comando degli eserciti della Lega, che varcarono il Ticino e arrivarono fino a Milano, dopo aver devastato e saccheggiato le zone attraversate, quali i contadi di Parma e di Piacenza e la Lomellina. Altri episodi di crudeltà e violenza estreme ai danni dei castelli e delle popolazioni furono compiute dalle milizie del Landau nelle altre zone della Lombardia interessate dal conflitto contro i Visconti. Nel giugno 1358, raggiunta la pace tra la Lega e i Visconti, vincitori del conflitto, il Landau ricevette molti fiorini d'oro, fece breve ritorno in Germania ed affidò il comando della compagnia al fratello minore Broccardo e ad Amerigo del Cavalletto. Con le fortune accumulate in Italia, il Conte Lando poté acquistare numerose terre e castelli in patria.
Nel corso del 1359, giunto nuovamente in Italia, il Conte Lando e la sua compagnia attaccarono Firenze, le cui truppe comandate da Pandolfo Malatesta, signore di Rimini, militarmente appoggiate da altri Stati italiani, lo sconfissero e lo costrinsero alla ritirata. La sua compagnia, uscita distrutta e decimata dalla guerra contro i fiorentini, mentre attraversava l'Emilia, subì un'imboscata dagli abitanti della Valle del Lamone, nei pressi di Marradi, per reazione alle troppe violenze commesse dai suoi membri, tra cui numerosi stupri ai danni delle donne del luogo. Lo stesso Landau, venne gravemente ferito e fatto prigioniero. Passò al soldo della Chiesa, e successivamente del marchese Giovanni II del Monferrato ed infine di Bernabò Visconti, signore di Milano, contro i pontifci  che lo incaricò di reclutare altri mercenari tedeschi.
Nel 1360, scoppiò una lunga e sanguinosa guerra tra lo Stato di Milano ed il marchesato del Monferrato, dove il Conte Lando e la Grande Compagnia, al servizio dei Visconti, ebbero scontri con la Compagnia Bianca guidata da Alberto Sterz, al servizio dei Monferrini. Le prime fasi del conflitto furono favorevoli al Landau, tanto da costringere alla fuga gli avversari che ripiegarono sulle postazioni fortificate di Romagnano Sesia. E proprio da uno dei castelli sesiani (quello di Santa Fede) lo Sterz ricevette quei rinforzi che gli permisero di riprendere lo scontro con rinnovato vigore. Il Conte Lando, in uno scontro avvenuto a Ghemme, presso il ponte sulla roggia Canturina, fu ferito da un colpo di lancia al braccio destro e fatto prigioniero, e in seguito a ciò, morì per le ferite riportate il 22 aprile 1363.

## Matrimoni e discendenza
Corrado Wirtinger di Landau, nobile dei Conti di Grüningen e Signori di Landau, di cui ignota è l'identità della consorte, lasciò la seguente discendenza:
- Everardo († 1373);
- Ludovico detto Lucio († 1398);
- Corrado († 1392);
- Bertranda, che fu moglie di Tommaso Dragoni, cavaliere, ciambellano e consigliere reale.[2][32]